# Mister Brasil 2014
Mister Brasil 2014 foi a 9ª edição do tradicional concurso de beleza masculino de Mister Brasil. A competição foi realizada na cidade turística de Angra dos Reis, no Estado do Rio de Janeiro. No total, foram quarenta (40) candidatos disputando o título que pertencia ao gaúcho Reinaldo Dalcin. O evento foi apresentado novamente por Chris Barth e pela primeira vez ao lado de Lucas Malvacini, Mister Brasil 2011 com o embalo das músicas da banda irlandesa The Nash Brothers  como atração principal.
Assim como nos outros anos, o evento teve etapas classificatórias que foram realizadas em datas anteriores a noite da final. O concurso foi transmitido para todo país e para o mundo através do website UOL. O vencedor disputou o título de Mister Mundo 2016. A coordenação do evento ficou por conta de Henrique Fontes, Soraia Dietsche e a equipe Miss Mundo Brasil.

## Resultados

### Colocações
| Posição                                             | Candidato |
| --------------------------------------------------- | --- |
| Vencedor                                            | - Distrito Federal - Lucas Montandon |
| 2º. Lugar                                           | - Ilhabela - Jhony Victor Santos |
| 3º. Lugar                                           | - Escarpas do Lago - Matheus Martins |
| 4º. Lugar                                           | - Santa Catarina - Diogo Bernardes |
| 5º. Lugar                                           | - São Paulo - Victors Stevaux |
| 6º. Lugar                                           | - Goiás - Rhudá Fleury |
| (TOP 12) Semifinalistas (Em ordem de classificação) | - Ilha dos Lobos - Gabriel Martins - Mato Grosso - Victor Zanatta - Minas Gerais - Robberson Kairon - Alcatrazes - Ândrio Frazon - Rio de Janeiro - Patrick Gerk - Ilhas de Búzios - Rhayang Itajahy |
| (TOP 25) Semifinalistas (Em ordem de classificação) | - Rio Grande do Norte - Bruno Fonseca - Rio Grande do Sul - Bruno Vasconcellos - Acre - Alisson Lassari - Ilhas do Guaíba - Renan Ribeiro - Ilha do Mel - Bruno Moretto - Roraima - Paulo Bastos - Fernando de Noronha - Michel Rosa - Ilhas do Delta do Jacuí - Jonatas Zanette - Alagoas - Pedro Kaloã - Pará - Gustavo Taboza - Ilha dos Marinheiros - Eduardo Wolff - Ilha de S. F. do Sul - Maurício Solonynska - Piauí - Breno Bueno |

     Anunciados apenas como "finalistas" durante a final.

### Ordem dos Anúncios
| 1. Mato Grosso 2. Pará 3. Ilhas do Guaíba 4. Escarpas do Lago 5. Acre 6. Ilhas do Delta do Jacuí 7. Roraima 8. Goiás 9. Ilhas de São Francisco do Sul 10. Alcatrazes 11. Fernando de Noronha 12. Ilha dos Lobos 13. Santa Catarina 14. Ilha dos Marinheiros 15. Rio Grande do Norte 16. Minas Gerais 17. São Paulo 18. Distrito Federal 19. Rio de Janeiro 20. Rio Grande do Sul 21. Ilhas de Búzios 22. Ilha do Mel 23. Piauí 24. Ilhabela 25. Alagoas | 1. Goiás 2. Ilhabela 3. Alcatrazes 4. Mato Grosso 5. São Paulo 6. Minas Gerais 7. Escarpas do Lago 8. Rio de Janeiro 9. Ilha dos Lobos 10. Ilhas de Búzios 11. Distrito Federal 12. Santa Catarina | 1. Distrito Federal 2. Escarpas do Lago 3. Ilhabela 4. Santa Catarina 5. São Paulo 6. Goiás | 1. Distrito Federal 2. Ilhabela 3. Escarpas do Lago |

## Juradas

### Final
Ajudaram a eleger o vitorioso:
| - Elaine Henrique, estilista; - Roberta Schneider, advogada; - Carla Prata, ex-bailarina do Domingão do Faustão; - Fernanda Moreira, representante do Hotel do Bosque; - Gabrielle Vilela, Rainha Internacional da Pecuária 2013; - Mariane Silvestre, Miss Brasil Supranational 2012; - Marina Fontes, chefe de cozinha; | - Márcia Veríssimo, empresária e filantropista; - Raquel Benetti, Miss Brasil Supranational 2013; - Alicy Schavelo, coordenadora do Beleza com Propósito Brasil; - Roberta Bacaltchuc, produtora do Miss Mundo Portugal e advogada; - Soraia Dietsche, diretora da Diso Fashion School; - Tamara Almeida, Miss Mundo Brasil 2008. |

## Quadro de Prêmios

### Prêmios Especiais
| Prêmio                    | Estado/Ilha e Candidato                 |
| Mister Cordialidade       | - Minas Gerais - Robberson Kairon       |
| Mister Popularidade UOL 1 | - Minas Gerais - Robberson Kairon (13%) |
| Mister Fotogenia          | - Rio Grande do Norte - Bruno Fonsêca   |

1. O candidato eleito pela votação popular alcança as semifinais.

### Prêmios Secundários
- As premiações foram dadas ao fim de etapas preliminares durante o certame:[6]

| Prêmio                  | Estado/Ilha e Candidato                     |
| Rosto do Ano            | - Escarpas do Lago - Matheus Martins        |
| Mister Parceria         | - Ilha dos Marinheiros - Eduardo Wolff      |
| Mister Imprensa         | - Alcatrazes - Ândrio Frazon                |
| Mister Health & Fitness | - Santa Catarina - Diogo Bernardes          |
| Modelo Revelação 40º    | - Ilhas do Delta do Jacuí - Jonatas Zanette |
| Melhor Traje Fashion    | - Ilha dos Lobos - Gabriel Martins          |
| Melhor Sorriso          | - Mato Grosso - Victor Zanatta              |
| Melhor Pele             | - Mato Grosso - Victor Zanatta              |

### Prêmios para Coordenadores
- A coordenação nacional premiou os seus colaboradores estaduais:

| Prêmio                    | Estado/Ilha e Candidato             |
| Melhor Coord. Estadual    | - Santa Catarina - Luiz Bozzano     |
| Coordenação Revelação     | - Distrito Federal - Mayck Carvalho |
| Melhor Concurso Estadual  | - Rio Grande do Sul - Marcelo Sóes  |
| Melhor Cand. Independente | - Pará - Gustavo Taboza             |

## Misters Regionais
Os melhores candidatos por região do país:
| Prêmio              | Candidato                             |
| Mister Centro-Oeste | - Distrito Federal - Lucas Montandon  |
| Mister Nordeste     | - Rio Grande do Norte - Bruno Fonsêca |
| Mister Norte        | - Acre - Alisson Lassari              |
| Mister Sudeste      | - Ilhabela - Jhony Victor Santos      |
| Mister Sul          | - Santa Catarina - Diogo Bernardes    |

## Etapas Quase Classificatórias
Desde a edição do ano passado que o concurso nacional não realiza mais provas que, ganha pelos candidatos, os levam automaticamente à final da competição. Porém, as provas ainda estão intactas, o que difere é o sistema, que ao invés de dar uma posição entre os semifinalistas, distribui pontos entre os finalistas de cada etapa. As etapas são as seguintes:

### Beach Hunk
| Colocação | Estado/Ilha e Candidato            |
| 1         | - Santa Catarina - Diogo Bernardes |

### Top Model
A prova deste ano teve como enfoque discriminar entre os candidatos ao título nacional, os países participantes da Copa do Mundo da Fifa de 2014 no Brasil (mesmo aqueles que não conseguiram uma vaga para a disputa mundial). O Brasil foi representado por Reinaldo Dalcin, atual detentor do título nacional. Os aspirantes montaram seus respectivos trajes fashion para o desfile, baseado na cultura dos seguintes países corretamente listados de acordo com cada candidato:
| Colocação | Estado/Ilha e Candidato          |
| 1         | - Ilhabela - Jhony Victor Santos |

### Esportes
- Os candidatos foram divididos em quatro grupos contendo dez em cada, os nomes e os participantes seguem abaixo:

| Gladiadores | OSS | Esparta | Águia |
| - Acre - Alagoas - Alcatrazes - Amapá - Amazonas - Bahia - Distrito Federal - Ilhas de Araguaia - Ilhas de Búzios - Ilhas do Delta do Jacuí | - Ilhas de São Fran. do Sul - Rio de Janeiro - Rio Grande do Norte - Rio Grande do Sul - Rondônia - Roraima - Santa Catarina - São Paulo - Sergipe - Tocantins | - Escarpas do Lago - Espírito Santo - Goiás - Fernando de Noronha - Ilhas de Florianópolis - Ilhas do Guaíba - Ilhabela - Ilhas de Itamaracá - Ilha dos Lobos - Maranhão | - Ilha do Mel - Ilha dos Marinheiros - Mato Grosso - Mato Grosso do Sul - Minas Gerais - Pará - Paraíba - Paraná - Pernambuco - Piauí |

#### Etapas
- Futebol - Partida 1: Águia Vs. Esparta (Vitória de Águia)
- Futebol - Partida 2: OSS Vs. Gladiadores (Vitória de OSS)
- Vôlei de Praia: OSS Vs. Águia (Vitória de OSS)
- Revezamento: Rio de Janeiro, Santa Catarina e Roraima foram os melhores tempos.
- Corrida de Caiaque: Somente os três melhores tempos participaram da etapa que definiu o primeiro, o segundo e o terceiro lugar.

#### Posições
| Colocação               | Estado/Ilha e Candidato |
| 1                       | - Rio de Janeiro - Patrick Gerk |
| 2                       | - Santa Catarina - Diogo Bernardes |
| 3                       | - Roraima - Paulo Bastos |
| (TOP 10) Semifinalistas | - Ilha de S. F. do Sul - Maurício Solonynska - Rio Grande do Norte - Bruno Fonseca - Rio Grande do Sul - Bruno Vasconcellos - Rondônia - Állan Spagnol - São Paulo - Victors Stevaux - Sergipe - José Henrique Góis - Tocantins - Henrique Mezzabarba |

### Multimídia
- O candidato que mais atualizou e utilizou as redes sociais para se promover:

| Colocação | Estado/Ilha e Candidato |
| 1         | - Pará - Gustavo Taboza |

### Beleza com Propósito
- Os melhores projetos elaborados pelos candidatos ao título:[9][10]

| Colocação                                           | Estado/Ilha e Candidato |
| --------------------------------------------------- | --- |
| 1                                                   | São Paulo - Victors Stevaux |
| 2                                                   | Alagoas - Pedro Kaloã |
| 3                                                   | Ilhas do Guaíba - Renan Ribeiro |
| (TOP 10) Semifinalistas (Em ordem de classificação) | Ilha dos Lobos - Gabriel Martins Amapá - Bruno Giordan Mato Grosso - Victor Zanatta Santa Catarina - Diogo Bernardes Escarpas do Lago - Matheus Martins Ilha do Mel - Bruno Moretto Maranhão - Marcelo Marques |
| (Top 20) Semifinalistas (Em ordem de classificação) | Ilhas do Delta do Jacuí - Jonatas Zanette Roraima - Paulo Bastos Ilha de S. F. do Sul - Maurício Solonynska Mato Grosso do Sul - Aldinei Martins Distrito Federal - Lucas Montandon Ilha de Itamaracá - Marcos Vilaririm Bahia - Leandro Gonçalves Pará - Gustavo Taboza Rondônia - Állan Spagnol Rio Grande do Sul - Bruno Vasconcellos |

## Candidatos

### Unidades de Federação
| Estado                     | UF                        | Candidato           | Idade | Altura | Cidade               | Ref.   |
| -------------------------- | ------------------------- | ------------------- | ----- | ------ | -------------------- | ------ |
| Mister Acre                | Acre                      | Alisson Lássari     | 25    | 1.91   | Sorriso              | [ 11 ] |
| Mister Alagoas             | Alagoas                   | Pedro Kaloã         | 25    | 1.80   | Arapiraca            | [ 12 ] |
| Mister Amapá               | Amapá                     | Bruno Giordan       | 24    | 1.82   | Macapá               | [ 13 ] |
| Mister Amazonas            | Amazonas                  | Alexandre Amaral    | 30    | 1.79   | Rio de Janeiro       | [ 14 ] |
| Mister Bahia               | Bahia                     | Leandro Gonçalves   | 26    | 1.87   | Salvador             | [ 15 ] |
| Mister Distrito Federal    | Distrito Federal (Brasil) | Lucas Montandon     | 24    | 1.87   | Brasília             | [ 16 ] |
| Mister Espírito Santo      | Espírito Santo (estado)   | Moisés Spadetti     | 29    | 1.80   | Alegre               | [ 17 ] |
| Mister Goiás               | Goiás                     | Rhudá Fleury        | 20    | 1.83   | Goiânia              | [ 18 ] |
| Mister Maranhão            | Maranhão                  | Marcelo Marques     | 26    | 1.79   | Cuiabá               | [ 19 ] |
| Mister Mato Grosso         | Mato Grosso               | Victor Zanatta      | 22    | 1.90   | Cuiabá               | [ 20 ] |
| Mister Mato Grosso do Sul  | Mato Grosso do Sul        | Aldinei Martins     | 27    | 1.90   | Bandeirantes         | [ 21 ] |
| Mister Minas Gerais        | Minas Gerais              | Robberson Kairon    | 23    | 1.88   | Sacramento           | [ 22 ] |
| Mister Pará                | Pará                      | Gustavo Taboza      | 26    | 1.85   | Marabá               | [ 23 ] |
| Mister Paraíba             | Paraíba                   | Gledson Ricca       | 29    | 1.87   | Olinda               | [ 24 ] |
| Mister Paraná              | Paraná                    | Natan Lorscheiter   | 21    | 1.89   | São João             | [ 25 ] |
| Mister Pernambuco          | Pernambuco                | Anderson Gutierrez  | 22    | 1.80   | São Joaquim do Monte | [ 26 ] |
| Mister Piauí               | Piauí                     | Breno Bueno         | 20    | 1.81   | Teresina             | [ 27 ] |
| Mister Rio de Janeiro      | Rio de Janeiro            | Patrick Gerk Rangel | 20    | 1.90   | Miami                | [ 28 ] |
| Mister Rio Grande do Norte | Rio Grande do Norte       | Bruno Fonseca       | 25    | 1.84   | Natal                | [ 29 ] |
| Mister Rio Grande do Sul   | Rio Grande do Sul         | Bruno Vasconcellos  | 23    | 1.83   | Canoas               | [ 30 ] |
| Mister Rondônia            | Rondônia                  | Állan Spagnol       | 26    | 1.82   | Ji-Paraná            | [ 31 ] |
| Mister Roraima             | Roraima                   | Paulo Bastos        | 27    | 1.82   | Pará de Minas        | [ 32 ] |
| Mister Santa Catarina      | Santa Catarina            | Diogo Bernardes     | 20    | 1.88   | Itajaí               | [ 33 ] |
| Mister São Paulo           | São Paulo                 | Victors Stevaux     | 29    | 1.90   | São Paulo            | [ 34 ] |
| Mister Sergipe             | Sergipe                   | José Henrique Góis  | 20    | 1.75   | Aracaju              | [ 35 ] |
| Mister Tocantins           | Tocantins                 | Henrique Mezzabarba | 30    | 1.85   | Barra do Piraí       | [ 36 ] |

### Ilhas Brasileiras
| Título                         | UF                | Candidato           | Idade | Altura | Cidade               | Ref.   |
| ------------------------------ | ----------------- | ------------------- | ----- | ------ | -------------------- | ------ |
| Mister Alcatrazes              | São Paulo         | Ândrio Frazon       | 24    | 1.86   | Bernardino de Campos | [ 37 ] |
| Mister Escarpas do Lago        | Minas Gerais      | Matheus Martins     | 22    | 1.90   | Belo Horizonte       | [ 38 ] |
| Mister Fernando de Noronha     | Pernambuco        | Michel Santa Rosa   | 24    | 1.89   | Itajobi              | [ 39 ] |
| Mister Ilhabela                | São Paulo         | Jhony Victor Santos | 26    | 1.89   | Londrina             | [ 40 ] |
| Mister Ilha de Itamaracá       | Pernambuco        | Marcos Vilarim      | 23    | 1.77   | Recife               | [ 26 ] |
| Mister Ilha de São F. do Sul   | Santa Catarina    | Maurício Solonynska | 26    | 1.81   | Fraiburgo            | [ 41 ] |
| Mister Ilha do Mel             | Paraná            | Bruno Moretto       | 24    | 1.89   | Palotina             | [ 42 ] |
| Mister Ilha dos Lobos          | Rio Grande do Sul | Gabriel Martins     | 19    | 1.80   | Farroupilha          | [ 43 ] |
| Mister Ilha dos Marinheiros    | Rio Grande do Sul | Eduardo Wolff       | 22    | 1.92   | Santo Ângelo         | [ 43 ] |
| Mister Ilhas de Búzios         | Rio de Janeiro    | Rhayang Itajahy     | 22    | 1.94   | Rio de Janeiro       | [ 44 ] |
| Mister Ilhas de Florianópolis  | Santa Catarina    | Ygor Lopes          | 22    | 1.90   | São José             | [ 33 ] |
| Mister Ilhas do Araguaia       | Mato Grosso       | Wanderson Moreira   | 19    | 1.85   | Rondonópolis         | [ 45 ] |
| Mister Ilhas do Delta do Jacuí | Rio Grande do Sul | Jonatas Zanette     | 24    | 1.88   | Osório               | [ 43 ] |
| Mister Ilhas do Guaíba         | Rio Grande do Sul | Renan Ribeiro       | 23    | 1.83   | Capão da Canoa       | [ 43 ] |

## Histórico

### Desistência
- Ceará - Felipe Gasparini.

### Visão Geral
- Apenas o Estado do Ceará não participou dessa edição.
- De todos os representantes estaduais, apenas 19 nasceram no Estado que representam.
- Patrick Gerk (Rio de Janeiro) é nascido em Miami, Estados Unidos.
- Ândrio Frazon (Ilha de Alcatrazes) é cantor sertanejo e se apresentou no Miss Mundo Brasil 2014.
- Marcos Vilarim (Ilha de Itamaracá) é o menor dos candidatos, tem apenas 1.77m de altura.
- Em contra partida, o mais alto é Alisson Lássari (Acre) com 1.91m de altura.
- Michel Santa Rosa (Fernando de Noronha) trabalhou no humorístico Zorra Total.
- Victor Santos (Ilhabela) tem uma filha.
- Moisés Spadetti (Espírito Santo) é professor de biologia.

### Designações
- Lucas Montandon (1º. Lugar) representou o Brasil no Mister Mundo 2016, realizado na Inglaterra e parou no Top 10.
- Victor Santos (2º. Lugar) representou o Brasil no Mister Model International 2014, realizado na República Dominicana e parou no Top 10.
- Matheus Martins (3º. Lugar) representou o Brasil no Mister Internacional 2014, realizado na Coreia do Sul e parou no Top 10.
- Diogo Bernardes (4º. Lugar) representou o Brasil no Mister Global 2015, realizado na Tailândia e ficou em 4º. Lugar.
- Victor Zanatta (8º. Lugar) representou Fernando de Noronha no Mister Model International 2014, realizado na R. Dominicana e Venceu.
- Ândrio Frazon (10º. Lugar) representou o Brasil no Mister Turismo Internacional 2014, realizado no Panamá e Venceu.

## Crossovers
Candidatos em outros concursos:

### Nacional
Mister Brasil Tur
- 2012:  Acre - Alisson Lássari (2º. Lugar) [46]
  - (Representando o estado do Mato Grosso)
- 2012:  Pernambuco - Anderson Gutierrez [47]
  - (Representando o estado do Pernambuco)

## Ligações Externas
- Site do Mister Mundo (em inglês)
- Site do Concurso Nacional de Beleza